# Ludwig Erhard
Ludwig Wilhelm Erhard, né le 4 février 1897 à Fürth et mort le 5 mai 1977 à Bonn, est un homme d'État ouest-allemand, membre de l'Union chrétienne-démocrate d'Allemagne (CDU) de tendance libérale. Le Wirtschaftswunder (« miracle économique »), la rapide croissance économique en Allemagne de l'Ouest (RFA) et en Autriche après la Seconde Guerre mondiale, est associée à sa personne En Allemagne, Ludwig Erhard est considéré comme « le père de l’Économie sociale de marché ».
Il est pendant la Seconde Guerre mondiale l’adjoint du général SS Otto Ohlendorf, nommé en 1943 secrétaire d’État à l’Économie du Reich.
Il est ministre fédéral de l'Économie entre 1949 et 1963, après avoir orchestré une importante réforme monétaire en 1948, et vice-chancelier à compter de 1957. À la suite de la démission de Konrad Adenauer, il prend sa suite comme chancelier fédéral en 1963 et mène la CDU/CSU à la victoire en 1965. Des difficultés économiques conduisent à la rupture de sa coalition, et Kurt Georg Kiesinger le remplace dès 1966.

## Biographie

### Formation
Après un apprentissage dans le commerce il entre dans l'entreprise de draperie de son père. Sa participation à la Première Guerre mondiale le laissera gravement blessé fin septembre 1918 près d'Ypres. Il renonce alors au métier de drapier et étudie les sciences économiques à Nuremberg puis Francfort, où il obtient son doctorat, dirigé par Franz Oppenheimer, en 1925.

### Vie privée
Il épouse en décembre 1923, l'économiste Luise Lotter.

### Activité avant la Seconde Guerre mondiale
Il devient en 1928 assistant chercheur à l'Institut pour l'observation économique de l'industrie légère de Nuremberg, financé en grande partie par l'industrie locale (Institut für Wirtschaftsbeobachtung der deutschen Fertigindustrie), puis directeur adjoint. C'est dans le cadre de ses activités à l'Institut qu'il rédige plusieurs articles de 1932 à 1938, dans lesquels il se fait le porte parole de l'industrie légère franconienne et critique de façon virulente les positions économiques antilibérales du parti nazi, en particulier contre les entraves au commerce. Sur ce point néanmoins, il accepte la réorganisation par branche de l'industrie légère sous l'effet d'une loi de 1934 (création de la Reichsgruppe Industrie), toujours dans l'optique de défendre les intérêts de l'industrie légère, en particulier face à l'industrie lourde. C'est dans le cadre de cette défense soutenue des intérêts de l'industrie légère qu'Erhard collabore de plus en plus activement avec le régime nazi sur le plan économique. Il soutient, dans des articles de 1932 à 1936, un interventionnisme économique modéré, en particulier la possibilité d'un contrôle modéré des prix pour lutter contre les monopoles. Cette lutte contre les monopoles constitue donc un élément commun avec la doctrine ordolibérale, à laquelle il se ralliera assez largement autour de 1947-1948, avant d'entrer au gouvernement fédéral en 1949. Néanmoins, le contrôle étatique des prix, même modéré, est un procédé tout à fait anti-ordolibéral : cet élément montre que Ludwig Erhard n'est pas réellement ordolibéral dans sa pratique l'économie à cette époque.
La direction de la Reichsgruppe Industrie est confiée à son beau frère K. Gurth, ce qui lui permettra de nouer des relations au plus haut niveau de l'Etat national-socialiste. À partir de 1936, il exerce des fonctions au sein de plusieurs commissions de la Reichsgruppe Industrie. De 1936 à 1938, il participe directement à l'élaboration du plan quadriennal (et donc aux préparatifs de l'économie de guerre pour l'industrie légère).

### Activité durant la Seconde Guerre mondiale
C'est dans le cadre de ses activités dans la recherche liée à l'industrie qu'il fera la rencontre pendant la guerre de celui que l'on retient généralement comme étant le "père" de la notion d'économie sociale de marché, Alfred Müller-Armack, notion que Ludwig Erhard reprendra en tant que ministre de l'économie de Konrad Adenauer de 1949 à 1963, puis en tant que chancelier. Les deux hommes se rencontrent en avril 1941 : Müller-Armack est alors membre du NSDAP (le parti nazi), titulaire d'une chaire d'économie à l'université de Munster et travaille en relation avec le patron du syndicat de la branche textile de la Reichsgruppe Industrie.
Durant la fin du XXè siècle, les historiens Ludolf Herbst, Dietrich Eichholtz et Karl-Heinz Roth ont mis au jour de nombreux documents d'archive semblant prouver une collaboration de Ludwig Erhard avec le régime nazi.
En 1942, Erhard quitte son Institut de Nuremberg et fonde une société privée pour l'étude des marchés . En 1943, Le Führer lui remet une médaille pour son travail : toutefois, on notera que Ludwig Erhard n'a jamais adhéré au parti nazi.
Il est soutenu secrètement par Otto Ohlendorf, libéral sur les questions économiques et convaincu de l'inéluctabilité de la défaite du Reich. Erhard peut ainsi continuer ses recherches sur les finances de guerre et sur la consolidation de la dette, prévoyant la capitulation de l'Allemagne. Il échange surtout ses vues avec Carl Friedrich Goerdeler, une figure centrale de la résistance conservatrice allemande, exécuté par les nazis à la suite de l'attentat du 20 juillet 1944 contre Hitler. Erhard ne semble devoir la vie sauve pendant les représailles, qu'à des protections dans la haute industrie.[réf. souhaitée]
Cependant, d'après son biographe, il condamne l'idéologie raciale nazie tout comme Wilhelm Röpke, un de ses maîtres à penser.[réf. incomplète]

### L’après-guerre
En 1945, il est professeur à Munich et conseiller économique pour le gouvernement militaire américain d'occupation de la Bavière de Wilhelm Hoegner.
En 1945-1946, il devient ministre du Commerce et de l'Industrie de Bavière, son portefeuille incluant la gestion de la masse monétaire et des crédits. À partir de 1947 il est directeur de l'administration de l'économie de la « bizone », puis de la « trizone ».
Ludwig Erhard prône la plus grande liberté économique et politique possible, souscrivant ainsi aux vues de l'ordolibéralisme tout comme ses contemporains Walter Eucken et Leonhard Miksch, s'inspirant largement du soutien moral reçu dans la Société du Mont-Pèlerin. De son avis, la recherche naturelle du profit par les acteurs économiques, devait être favorisée par l'injection dans le corps social de « facteurs motivants d'inégalité », ce qui paradoxalement conditionnerait la démocratie.

### Ministre fédéral de l’Économie
À l'occasion des premières élections fédérales, le 14 août 1949, il est élu député fédéral du Wurtemberg-Bade au Bundestag, dans la 8e circonscription fédérale. Le 20 septembre, le nouveau chancelier fédéral Konrad Adenauer le nomme ministre fédéral de l'Économie.
Il applique une politique économique inspirée de l’ordolibéralisme privilégiant la recherche de la stabilité monétaire et la responsabilité individuelle au détriment du plein-emploi et de la hausse des salaires. Cette politique conduit en particulier à la libération des prix, à la création du deutsche Mark (juin 1948), à l’ouverture au libre-échange international et à des privatisations.
Le Marché commun européen est en partie inspiré de ses idées. La plupart des Allemands qui participèrent à sa création adhéraient en effet à sa pensée (Walter Hallstein, premier président de la Commission européenne (1958-1967) ; Hans von der Groeben, commissaire à la concurrence (1958-1967) ; Müller-Armack, négociateur du traité, etc).
Ses succès en matière de développement économique, liés à l'instauration de l'économie sociale de marché, en font très rapidement une « locomotive électorale ». Bien qu'il ne soit pas membre de la CDU, son duo avec Adenauer – avec qui il entretient de mauvaises relations – assure de nombreuses victoires aux chrétiens-démocrates. Ainsi, lorsque la CDU/CSU remporte une majorité absolue en 1957, Ludwig Erhard est fait vice-chancelier.
Seul vice-chancelier sans étiquette, il occupe ce poste six ans et adhère à l'Union chrétienne-démocrate en 1963, afin de prendre la succession d'Adenauer.

### Chancelier fédéral

#### Successeur évident d'Adenauer
Lorsqu'en 1963, Konrad Adenauer, âgé de 85 ans, doit se retirer en milieu de mandat sous la pression du FDP, son partenaire de coalition, la nomination d'Erhard comme successeur est attendue par tous. Malgré l'opposition obstinée d'Adenauer, la CDU/CSU soumet effectivement sa candidature au Bundestag, qui l'approuve le 16 octobre 1963 par 279 voix contre 220. Il prête serment le jour même comme deuxième chancelier fédéral.

#### Réélection et virage atlantiste

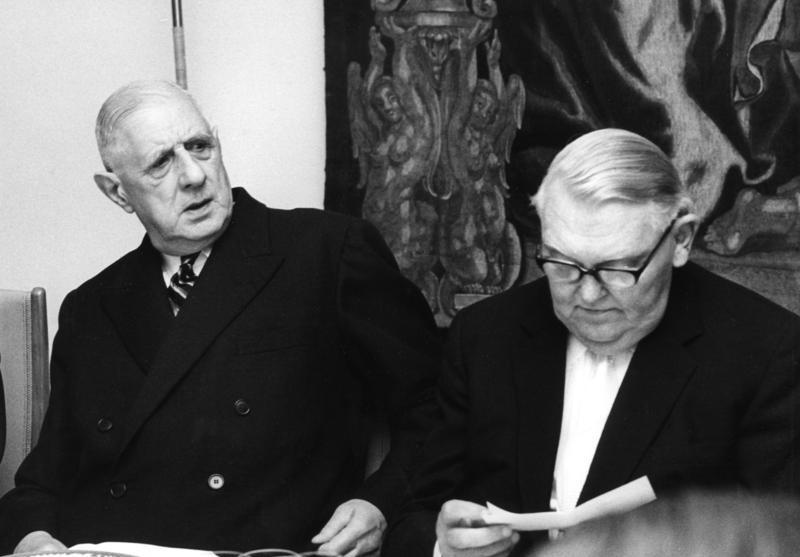
Charles de Gaulle et Ludwig Erhard (1965)

Il gagne les élections de 1965 avec seulement quatre sièges de moins que la majorité absolue, mais la formation du gouvernement pose cependant problème quand le FDP refuse de prendre part à un gouvernement où Franz Josef Strauß (CSU) serait ministre fédéral de la Défense. Erhard cède finalement à la demande de ses partenaires libéraux au profit de Kiesinger.
Sa politique étrangère consiste à profiter de la période de détente de la guerre froide pour proposer une normalisation des relations avec les pays du pacte de Varsovie. Par sa note pacifique du 25 mars 1966, il propose aux pays du bloc de l'Est un accord de renonciation à la violence. Cette tentative échoue car la RDA s'y oppose tandis que, de son côté, la RFA - s'accrochant à la doctrine Hallstein empêchant la représentation diplomatique de deux États allemands dans la même capitale - ne peut engager de négociation poussée.
Parallèlement, les relations franco-allemandes se refroidissent car Ludwig Erhard et son ministre fédéral des Affaires étrangères Gerhard Schröder privilégient les relations directes avec les États-Unis, à l'inverse d'une subordination à sa vision européenne voulue par Charles de Gaulle. Cependant, au sein de la CDU/CSU se développe un groupe de « gaullistes », conduit par Franz Josef Strauß, qui préconise une coopération renforcée avec la France.
Selon l'historien Éric Branca, Ludwig Erhard et son successeur Kurt Georg Kiesinger étaient « étroitement tenus en laisse par Washington car ils avaient, l’un et l’autre, beaucoup à se faire pardonner » en raison de leur passé nazi.

#### Effondrement de la majorité et démission

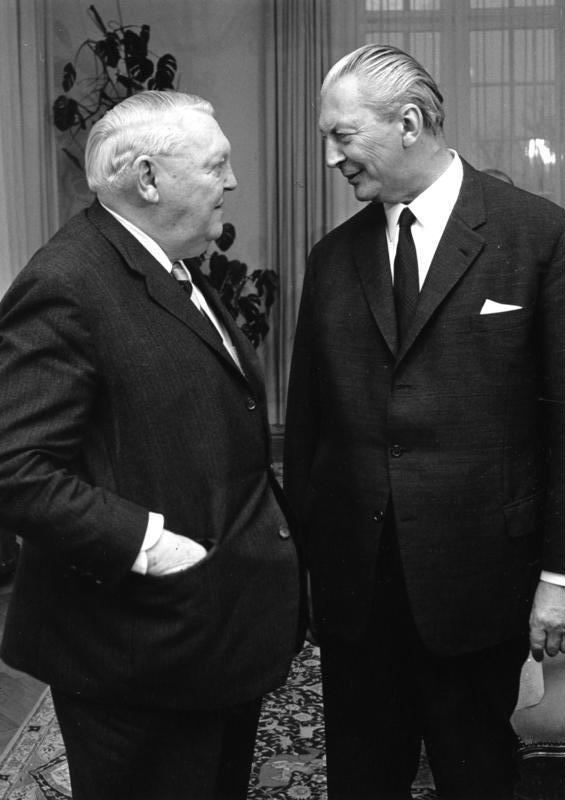
Ludwig Erhard et Kurt Georg Kiesinger en 1966.

La politique intérieure est alors occultée par un repli de l'économie et un développement du chômage, assortis d'une crise budgétaire. Ce sujet est l'objet de dissensions au sein de la coalition, les quatre ministres FDP quittant le gouvernement le 27 octobre 1966 lors du débat budgétaire.
Après cette dispute avec son partenaire, la CDU ne dispose plus que d'une majorité relative au Bundestag. Le gouvernement Erhard est très fragilisé alors que surviennent une défaite électorale dans le Land de Rhénanie-du-Nord-Westphalie, le plus peuplé d'Allemagne de l'Ouest, puis une importante poussée du Parti national-démocrate d'Allemagne (NDP) d'extrême droite lors des élections régionales de novembre 1966 en Bavière et en Hesse.
En réaction, des députés de la CDU s'accordent sur le nom de Kurt Georg Kiesinger pour le poste de chancelier. Celui-ci décide des négociations avec le SPD aboutissant à la formation inattendue d'une grande coalition avec le parti de gauche et son président, Willy Brandt. Erhard démissionne le 30 novembre 1966.

### Fin de vie
Le 23 mai 1967, il laisse la présidence de la CDU, qu'il occupait depuis mars 1966, à Kurt Georg Kiesinger. Ainsi il est le premier chancelier de République fédérale d'Allemagne à avoir dû se retirer faute du soutien de son propre parti. Il en sera néanmoins élu président d'honneur.
Il meurt le 5 mai 1977 à Bonn.

## Réforme Monétaire de 1948

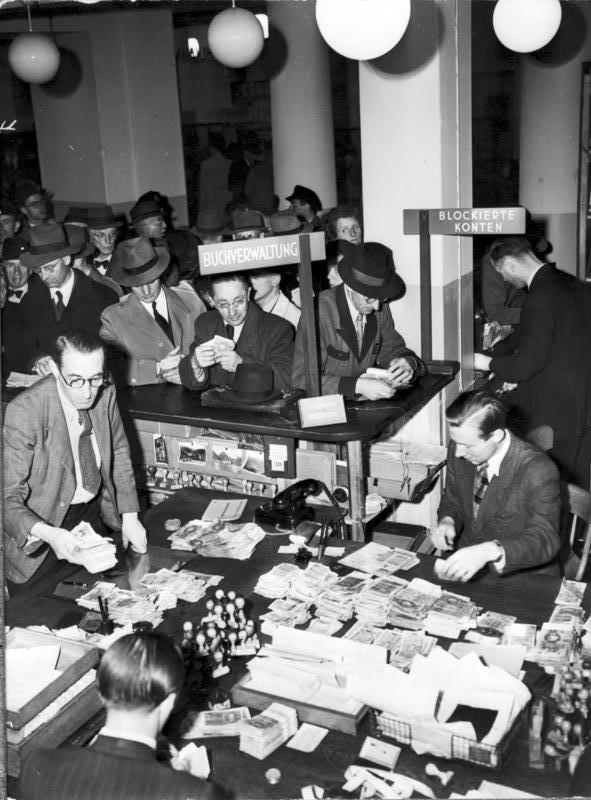
Comptoir d'échange enregistrant les avoirs de la population allemande après guerre. Le cours retenu pour l'histoire étant 6,5 / 100.

### Contexte économique dans l'immédiat après-guerre
Une inflation latente et préoccupante après-guerre, résultait du financement par la planche à billet des campagnes militaires hitlériennes. Les forces Alliées contrôlant l'Allemagne maintenaient donc le pays vaincu dans une économie planifiée et rationnée (lait, œufs, charbon, vêtements, chaussures…). Le marché noir, le troc et les larcins y prospéraient toutefois allègrement. La majeure partie de la population survivante devait aussi craindre la menace des commissions de dénazification. La population allemande était donc en mal d'une réelle stabilité politique, tout en désespérant de sécuriser sa situation économique précaire dans un contexte mondial à peine moins dramatique.
Le parti chrétien-démocrate (CDU) avait adopté lors de son congrès d'Ahlen dans la rigueur de l’hiver 1947, un programme en opposition très explicite avec le système du capitalisme, tout en se présentant comme le parti des réformes économiques et sociales en douceur (mais par opposition au Parti socialiste, d’obédience marxiste ; on y reconnaissant néanmoins le droit de propriété et d'initiative privée). 
Faute de trouver un accord entre eux dans le Conseil de contrôle allié, les gouvernements militaires repoussaient cependant depuis 1946 la réforme monétaire chargée de bannir le spectre de l’inflation. La réforme fut finalement déclenchée en catastrophe le dimanche 20 juin 1948, à la suite de la sortie des Russes hors du conseil le 20 mars 1948. Ce fut Ludwig Erhard, chargé de l'administration de l'économie et des finances dans la zone anglaise et américaine qui la mit en œuvre.

### Grands traits de la réforme Erhard
Cette réforme monétaire décidée par les Américains correspond en somme à l'annulation de 90 % de la valeur du reichsmark. Le reichsmark perdait son cours légal. Il était remplacé du jour au lendemain par le deutsche mark. Chaque Allemand recevait 40 DM payables en main propre, et 20 DM sur son compte, valables en principe comme acompte sur les éventuelles épargnes antérieures à la guerre, encore à échanger. L'épargne monétaire privée devait être échangée à 1/10e de sa valeur (en réalité une moitié fut même gelée immédiatement en banque, puis son échange annulé radicalement par les autorités militaires). Les entreprises productives étaient en revanche favorisées : elles recevaient 60 DM par employé à rémunérer, à valoir comme acompte sur leurs anciens capitaux échangés eux, sans aucune dépréciation. Les actions gardaient leur valeur nominale.
Hormis les loyers et le financement bancaire, une levée presque simultanée de très nombreuses restrictions sur le ravitaillement et les prix, et surtout la convertibilité internationale de la devise (le cours du mark fut fixé à 0,30 dollar US), furent imposées par Erhard, trois jours avant même la mise en circulation de la nouvelle monnaie. Celle-ci eut pour effet visible de supprimer rapidement le marché noir et le troc dans l'économie. Le nouvel argent motivait la recherche de travail, et les étalages pouvaient se remplir du jour au lendemain avec les stocks conservés. Comme la demande dépassait largement l'offre, la hausse des prix non jugulée encourageait une production sans contrainte. Cette dernière connut une augmentation de 66 % dans les trois mois.
Quatre jours plus tard, les soviétiques réagirent par une reforme monétaire se voulant plus généreuse dans leur zone de contrôle (75 DM par individu), mais sans renoncer au rationnement et au strict contrôle des prix, comme partout ailleurs chez les Alliés. Les devises occidentales furent interdites de circulation en zone russe. Ceci eut comme conséquence immédiate la dépréciation importante de la monnaie de l'Est. Tentant de s'y opposer néanmoins, les Russes décrétèrent dès le 25 juin 1948 le blocus de Berlin-Ouest qui dura une année, et marqua le début de la division de l'Allemagne par le rideau de fer.

### Première crise économique après-guerre
En décembre 1948, les syndicats de l'ouest réclamant un retour au contrôle des prix, organisèrent une grève générale à laquelle 9 millions de travailleurs se joignirent. En effet, le réflexe populaire de la dépense - par crainte de nouvelles dévaluations - avait finalement épuisé les ressources naturelles et avait causé une hausse des prix inquiétante. La production était freinée par la pénurie mais la demande ne baissant pas, c'est le pouvoir d'achat qui devait se déprécier. Dénombrés à 760 000 chômeurs fin 1948, leur nombre avait doublé en 1949, pour atteindre 2 millions en février 1950. Cependant, les États-Unis donnant à l'industrie allemande l'accès aux marchés de ressources internationales par les aides au crédit du plan Marshall, et la politique d'ouverture européenne offrirent à l'Allemagne l'opportunité de reprendre la croissance. La fin de cette crise dont il avait si justement prédit l'issue contre toute attente, réussit à asseoir la réputation internationale de Ludwig Erhard comme économiste majeur encore bien longtemps après sa mort.

### Critique de la politique Erhard
Les grands propriétaires de biens se trouvèrent initialement favorisés par la réforme monétaire, par rapport aux autres catégories sociales comme celles des simples épargnants dont la spoliation par Hitler fut largement confirmée, et des chômeurs.
La levée des restrictions de prix fut introduite volontairement par Erhard, et en désaccord total avec l'autorité militaire alliée qui exigea sans succès son annulation.
En revanche, les exigences des groupes industriels et financiers s'opposaient à la politique libérale d'Erhard. En 1949, à la suite des dévaluations en France et en Grande-Bretagne, les voix s'élevèrent pour exiger du Joint Export-Import Agency (JEIA) sous contrôle américain, une dévaluation du mark à 1/5e de dollar (partant de 1/3 soit 0,33 $ en 1948). Erhard qui y voyait une sorte de subvention à l’industrie avec des conséquences néfastes même en Allemagne lutta pour les éviter. Il craignait l’anéantissement de ses efforts de restructuration, et la corruption de la libre concurrence, encore fragile au sortir de la dictature fasciste. Cependant il finit par céder à la pression de son propre parti à 0,238 $, ce qui valut au renouveau de l'industrie d'exportation allemande, son premier revers moral auprès des populations alliées après-guerre,.
En 1949, à la suite de la dévaluation de la livre sterling, le cours du DM qui avait été fixé par les autorités de tutelle du Joint Export-Import Agency (JEIA) à 1/3,33 fut également dévalué à 1/4,20 pour favoriser l'industrie d'exportation allemande, ce qui irrita les économistes en France et en Angleterre dont l'avantage comparatif disparaissait. Cependant, Erhard devait faire face aux puissants groupes d'influence financiers et industriels dans son propre pays et s'opposait à la dévaluation du mark. Elle était à ces yeux comme un risque d'enrayement du processus
Plus tard encore, lui reprochant de vouloir favoriser outrageusement les bénéfices industriels et les gros revenus ; les hauts-commissaires alliés, s'opposèrent à la baisse d'impôts du 20 avril 1950, qui menaçait les revenus fiscaux ; au parlement on protesta contre ce veto, argumentant une ingérence dans les affaires intérieures de la nouvelle République fédérale. Les Alliés finirent par céder, et ce mouvement fut considéré comme un acte fondateur du retour allemand à la liberté politique.
Le Français Pierre Mendès France déclarait dans Le Monde en 1954, que la « méthode Erhard », même si elle avait donné l'impulsion au redressement économique de l'Allemagne, n'était pas réellement de nature libérale. Son triomphe était dû davantage au succès de la réforme monétaire de 1948 et de l'aide américaine du plan Marshall, appliquée sur un puissant appareil de production de guerre. Celui-ci était en effet toujours largement fonctionnel après la fin de la guerre. Il avait juste suffit de le remettre à flot, malgré les démontages et les diverses entraves au développement imposées à l'industrie allemande par les Alliés[source insuffisante].
D'autres historiens encore ont soutenu que le dirigisme imposé par le gouvernement De Gaulle après-guerre avait généré des conditions de prospérité similaires durant les Trente Glorieuses.
Face aux critiques généralisées du libre-échange et de la confiance extraordinaire que lui démontrait Erhard, alors que la guerre de Corée avait remis le rationnement à l'ordre du jour jusqu'aux États-Unis, le ministre s'était montré conciliant en public, cédant à la pression du parlementaire socialiste Erik Nölting. Il avait même accepté au ministère, la présence d'un nouveau commissaire aux prix socialiste, mais sans pourtant jamais lui donner le moindre pouvoir dans les faits.
Erhard se justifiait en rappelant comment la crise politique internationale avait amenée le resserrement des rangs autour de l'idée européenne, et comment il était prévisible que l'ouverture des frontières intracommunautaires ne pourrait tarder à redonner vie à l'industrie allemande renaissante. Ainsi, il s'était seulement contenté de flatter et simuler brièvement le retour vers une politique de contrôle des prix, veillant à ne jamais nuire à la construction encore fragile du marché libre dont les bienfaits lui paraissaient encore à venir. Lui donnant largement raison, dès 1951 l'Allemagne accumulait une réserve de devises de 6,5 milliards de DM.
La relation politique avec Konrad Adenauer n'a eu de cesse de se détériorer après l'introduction de la question du financement des retraites par son gouvernement. Le chancelier imposera en 1957 malgré le désaccord de son ministre des Finances, le financement d'une retraite citoyenne, par répartition des contributions sur le travail (contrat des générations). L'augmentation de 60 % des revenus des retraités que ce modèle amenait en une fois lui valut sa réélection de chancelier. Erhard considérait cependant ce mode de financement, comme une réintroduction de la dépendance à l’État. Il le condamnait fermement, comme étant irréaliste à long terme, et entrevoyait déjà l'instabilité de sa base économique. Dès la crise de 1974 les premières restrictions firent en effet leur apparition. En 1992 le modèle de financement Konrad Adenauer, assurant une rente de vie n'était plus défendable, au vu de la croissance démographique.

## Renouveau libéral populaire
Au congrès de Düsseldorf, le 15 juillet 1949, la CDU adoptera un programme réellement libéral suivant l'opinion d'Erhard, contrairement à celui adopté au congrès d'Ahlen ; il s'agit d'une charte fondamentale de l'économie libérale qui s'oppose aux leitmotivs du SPD, comme le « socialisme démocratique », lui-même encore mal différencié du principe de « dictature du prolétariat ». Sur ce programme, la CDU remporte largement les élections législatives du 14 août 1949. Élu au nouveau Parlement allemand, Ludwig Erhard deviendra ministre de l'Économie dans le gouvernement de Konrad Adenauer. De façon générale l'économie dans son ensemble devient performante dans cette constellation et dès 1952, l'Allemagne génèrera son premier excédent commercial.
Dans la conscience populaire allemande, la paternité d'un miracle économique suivant 30 ans de crises et de guerres, est largement accordée à Erhard et à sa définition libérale d'une économie de marché d'ordre social (soziale Marktwirtschaft).

## Ouvrage
- La Prospérité pour tous. Traduit de l’allemand par Francis Brière, avec une préface de Jacques Rueff, 170 pages, Plon 1959[23].